# العلاقات الفيجية الناميبية
العلاقات الفيجية الناميبية هي العلاقات الثنائية التي تجمع بين فيجي وناميبيا.

## مقارنة بين البلدين
هذه مقارنة عامة ومرجعية للدولتين:
| وجه المقارنة                                              | فيجي                                                                 | ناميبيا      |
| --------------------------------------------------------- | -------------------------------------------------------------------- | ------------ |
| المساحة (كم2)                                             | 18.27 ألف                                                            | 825.62 ألف   |
| عدد السكان (نسمة)                                         | 915.30 ألف                                                           | 2.53 مليون   |
| الكثافة السكانية (ن./كم²)                                 | 50.1                                                                 | 3.06         |
| العاصمة                                                   | سوفا                                                                 | ويندهوك      |
| اللغة الرسمية                                             | لغة إنجليزية، اللغة الفيجية، اللغة الفيجي الهندية، اللغة الهندستانية | لغة إنجليزية |
| العملة                                                    | دولار فيجي                                                           | دولار ناميبي |
| الناتج المحلي الإجمالي (بليون دولار)                      | 5.06 مليار                                                           | 13.24 مليار  |
| الناتج المحلي الإجمالي (تعادل القوة الشرائية) بليون دولار | 8.32 مليار                                                           | 25.60 مليار  |
| الناتج المحلي الإجمالي الاسمي للفرد دولار أمريكي          | 4.96 ألف                                                             | 4.67 ألف     |
| الناتج المحلي الإجمالي للفرد دولار أمريكي                 | 8.79 ألف                                                             | 9.96 ألف     |
| مؤشر التنمية البشرية                                      | 0.727                                                                | 0.628        |
| رمز المكالمات الدولي                                      | +679                                                                 | +264         |
| رمز الإنترنت                                              | .fj                                                                  | .na          |
| المنطقة الزمنية                                           | ت ع م+12:00                                                          | ت ع م+02:00  |

## منظمات دولية مشتركة
يشترك البلدان في عضوية مجموعة من المنظمات الدولية، منها:
| علم المنظمة | اسم المنظمة                                 | تاريخ انضمام فيجي | تاريخ انضمام ناميبيا |
| ----------- | ------------------------------------------- | ----------------- | -------------------- |
|             | الاتحاد البريدي العالمي                     | ?                 | ?                    |
|             | يونسكو                                      | 14 يوليو 1983     | 2 نوفمبر 1978        |
|             | البنك الدولي للإنشاء والتعمير               | 28 مايو 1971      | 25 سبتمبر 1990       |
|             | منظمة التجارة العالمية                      | ?                 | ?                    |
|             | وكالة ضمان الاستثمار متعدد الأطراف          | 24 سبتمبر 1990    | 25 سبتمبر 1990       |
|             | الاتحاد الدولي للاتصالات                    | 5 مايو 1971       | 25 يناير 1984        |
|             | منظمة الشرطة الجنائية الدولية               | ?                 | ?                    |
|             | مؤسسة التمويل الدولية                       | 12 يوليو 1979     | 25 سبتمبر 1990       |
|             | الأمم المتحدة                               | 13 أكتوبر 1970    | 23 أبريل 1990        |
|             | مجموعة دول أفريقيا والكاريبي والمحيط الهادئ | ?                 | ?                    |
|             | منظمة حظر الأسلحة الكيميائية                | ?                 | ?                    |

## وصلات خارجية
- موقع وزارة الخارجية الفيجية